# Johann Lahmann
Johann Lahmann (* 17. November 1883 in Elmeloh; † 9. Januar 1935 in Bielefeld) war ein deutscher Politiker (SPD). Er war von 1925 bis 1933 Abgeordneter des Oldenburgischen Landtages und von 1929 bis 1933 Bürgermeister der Stadt Nordenham.

## Leben
Lahmann wurde als Sohn eines Maurers geboren. Er besuchte ab 1899 das Evangelische Lehrerseminar Oldenburg, arbeitete von 1903 bis 1928 als Volksschullehrer und war zuletzt als Konrektor in Ganderkesee, Rüstringen und ab 1912 an der Nordenhamer Südschule tätig.
Lahmann trat 1919 in die SPD ein und war bis 1923 ehrenamtlicher stellvertretender Bürgermeister in Nordenham. Im Mai 1925 wurde er in den Oldenburgischen Landtag gewählt, dem er über einen Zeitraum von vier Wahlperioden bis 1933 angehörte. Für die vierte (1925–1928) und fünfte Wahlperiode (1928–1931) wurde er zum Schriftführer des Landtages gewählt. Zudem war er von 1925 bis 1928 Mitglied des Verwaltungsausschusses und von 1928 bis 1933 Mitglied des Finanzausschusses.
Am 10. Dezember 1928 wurde Lahmann zum hauptamtlichen Bürgermeister der Stadt Nordenham gewählt. Die Entscheidung, bei der ihm der bürgerliche Gegenkandidat Carl Coors unterlag, fiel per Losentscheid. Am 4. Februar 1929 übernahm Lahmann als erster Sozialdemokrat die Aufgaben des Bürgermeisteramtes, zugleich wurde er Mitglied des Nordenhamer Amtsrates.
Nach der Machtübernahme der Nationalsozialisten im Freistaat Oldenburg 1932 bot ihm Ministerpräsident Carl Röver eine Mitgliedschaft in der NSDAP sowie eine Funktion in der oldenburgischen Landesregierung an. Beides lehnte Lahmann ab, woraufhin die Nationalsozialisten durch Telegramme an Reichs- und Landesregierung seine Amtsenthebung ersuchten, die schließlich am 10. März 1933 vollzogen wurde. Ebenso wurde an diesem Tag sein Stellvertreter Alfred Lorenzen, der sich unter anderem als Vorsitzender in der Metallgewerkschaft betätigte, aus dem Amt getrieben. Die Bürgermeisterfunktionen wurden an Staatskommissar Emil Gerdes (hauptamtlich) und den Maurermeister Gustav Gerdes (stellvertretend) übertragen.
Lahmann zog sich im Anschluss nach Ostwestfalen zurück und wohnte mit seiner Ehefrau Bertha, die er 1916 geheiratet hatte, in einem waldnahen kleinen Haus in Quelle. Seinen verringerten Lebensunterhalt musste er mit dem Ruhegehalt als Lehrer bestreiten, da ihm seine Pension als Bürgermeister seitens der Nationalsozialisten verweigert worden war. Im Januar 1935 erlag er im Franziskus Hospital Bielefeld den Folgen einer Magenoperation.